# Лінн Барі
Маргарет Шуйлер Фішер (англ. Margaret Schuyler Fisher), відома як Лінн Барі (англ. Lynn Bari; 18 грудня 1913 — 20 листопада 1989) — американська акторка, яка з початку 1930-х знялася в понад 100 фільмах компанії «20th Century Fox», граючи в основному лиходійок і вбивць.

## Життєпис
Народилася в місті Роанок, штат Вірджинія. Її першими ролями в кіно були секретарки і подібні ролі в численних фільмах початку 1930-х. Найпомітнішою стала роль у фільмі «Міст короля Людовика Святого», знятому в 1944 році.
У 1952 році знялася у власному комедійному серіалі «Леді Бос», в ролі Гвен Аллен, начальниці будівельної фірми.
Була одружена з Волтером Кейном (1939—1943), Сідні Луфтом (1943—1950) та Натаном Ріклзом (1955—1972).
Лінн Барі померла від інфаркту в своєму будинку в Санта-Моніці у 75-річному віці.

## Вибрана фільмографія
1. 1933: Танцююча леді / Dancing Lady — дівчина-хористка
2. 1935: Кучерява / Curly Top — пляжна дівчина
3. 1935: Метрополітен / Metropolitan — дівчина-хористка
4. 1935: Мільйон подяк / Thanks a Million — дівчина-хористка
5. 1935: Покажіть їм милосердя! / Show Them No Mercy! — дівчина з натовпу на сцені
6. 1936: Король бурлеску / King of Burlesque — танцюристка
7. 1936: Великий Зігфільд / The Great Ziegfeld — дівчина Зігфельда
8. 1936: Бідна, маленька багата дівчинка / Poor Little Rich Girl — дівчина на радіостанції
9. 1936: Спальня для дівчат / Girls` Dormitory — студентка
10. 1937: Крихітка Віллі Вінкі / Wee Willie Winkie — епізод
11. 1938: Міська дівчина / City Girl — офіціантка
12. 1938: Прощавай назавжди / Always Goodbye — Джессіка Рід
13. 1938: Снайпери / Sharpshooters — Діана Вудворд
14. 1939: Нічні новини / News Is Made at Night — Максін Томас
15. 1939: Голлівудська кавалькада / Hollywood Cavalcade — епізод
16. 1940: Місто можливостей / City of Chance — Джулі Рейнольдс
17. 1940: Ліліан Рассел / Lillian Russell — Една Маккоулі
18. 1941: Сонний Захід / Sleepers West — Кей Бентлі
19. 1941: Кров та пісок / Blood and Sand — Енкорнасьйон
20. 1941: Серенада сонячної долини / Sun Valley Serenade — Вів'єн Доун
21. 1955: Ебботт і Костелло зустрічають поліцейських з Кістоуна / Abbott and Costello Meet the Keystone Kops — Леота ван Кліф, подруга Гормана